# Amantis lofaoshanensis
Amantis lofaoshanensis är en bönsyrseart som beskrevs av Tinkham 1937. Amantis lofaoshanensis ingår i släktet Amantis och familjen Mantidae. Inga underarter finns listade i Catalogue of Life.